# Anna Millward
Anna Millward, nascida Wilson (Melbourne, 26 de novembro de 1971) é uma ex-ciclista australiana. Ela ganhou duas vezes o campeonato mundial de ciclismo em estrada, em 1999 e 2001, e ganhou cinco corridas na Copa do Mundo. Ocupou o primeiro lugar no ranking UCI após a temporada de 2001. Ela participou nos Jogos Olímpicos de Verão de 1996 e de 2000, e terminou em quarto lugar na prova de estrada e contrarrelógio em 2000. Ela foi quatro vezes campeã da Austrália.